# Ben Chifley
Joseph Benedict "Ben" Chifley (22. září 1885 – 13. června 1951) byl australský politik, představitel Australské strany práce (Australian Labor Party), jejímž předsedou byl v letech 1945-1951. V letech 1945-1949 byl premiérem Austrálie.
Jeho poválečný sociálnědemokratický kabinet, který vzešel z voleb roku 1946, provedl velké množství reforem, zejména poté, co roku 1946 uspěl (byť těsně) v referendu o změně australské ústavy tak, aby umožňovala vládě širší, evropštější pojetí veřejných služeb. Za tři roky své existence nechal Schifleyho kabinet v parlamentu schválit rekordní počet 299 nových zákonů. Zavedl do práva pojem australské občanství, čímž posílil nezávislost Austrálie na britské koruně. Naplánoval velkorysý systém rozvodu vody (Snowy Mountains Scheme). Založil leteckou společnost Qantas. Připravil projekt masové výstavby bytů z veřejných prostředků. Zavedl bezplatnou nemocniční péči. Založil Australskou národní univerzitu (Australian National University) v Canbeře atp.